# Tittmoning
Tittmoning è una città tedesca situata nel land della Baviera.